# Fabiana Barroso
Fabiana de Lima Barroso, (Barrinha, São Paulo, 10 de abril de 1993) é uma  político brasileiro, filiada ao Partido Liberal (PL).  Nas eleições de 2022, foi eleita deputada estadual por São Paulo com 65.497 votos (0,28% dos votos válidos). 
Em 2020 foi eleita vice-Prefeita de Barrinha, município que faz parte da Região Metropolitana de Ribeirão Preto. É filha de Adilson Barroso que em 2002 foi eleito deputado estadual pelo PRONA, com 9.928 votos, graças ao desempenho de Havanir Nimtz, eleita a deputada estadual mais votada da história com 682.219 votos.